# مجموعة تشنغدو لصناعة الطائرات

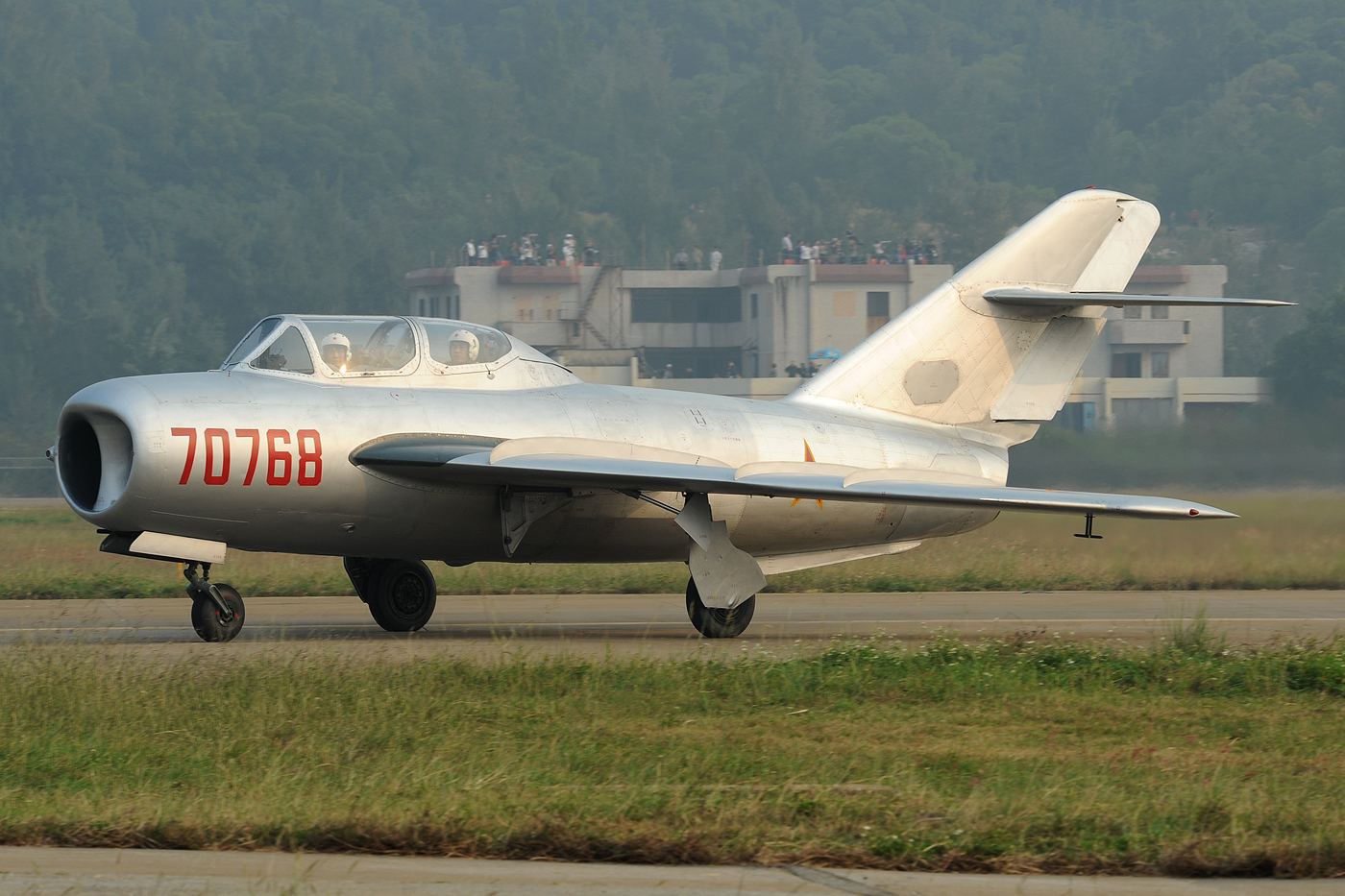
FT-5.

تشنغدو جيه-7 معروضة في متحف الطيران الصيني في بكين.

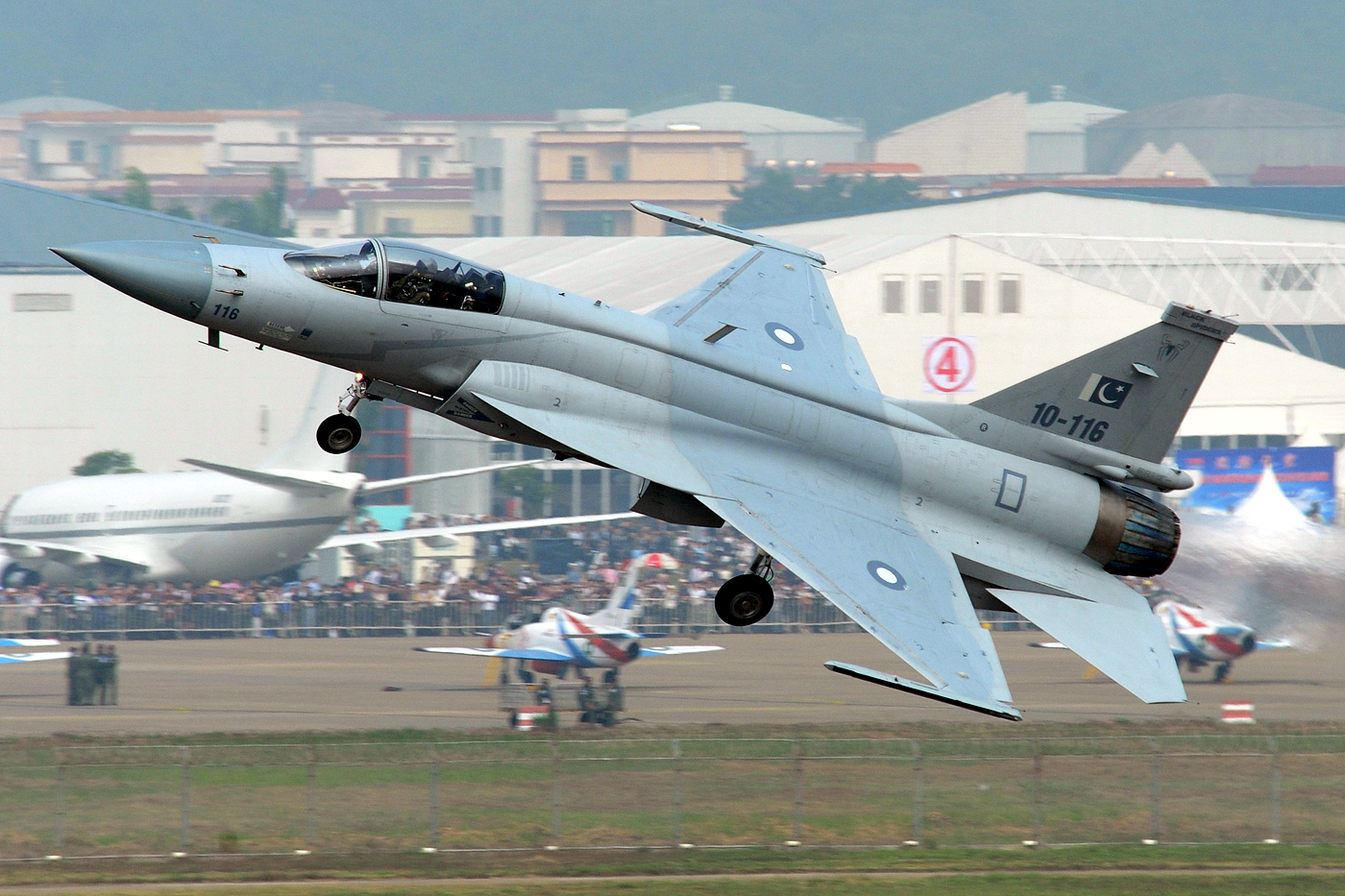
جيه إف-17 ثاندر.

مجموعة تشنغدو لصناعة الطائرات (بالإنجليزية: Chengdu Aircraft Industry Group)‏ هي شركة تابعة ل (AVIC) الصينية، تأسست في 1990. يقع مقرها في تشنغدو، سيشوان، الصين.
تضم تشنغدو تكتل لصناعات الطيران والفضاء، تقوم بتصنيع قطع غيار الطائرات وكذلك بتصميم وتصنيع الطائرات المقاتلة.

## التاريخ
تأسست في الأصل عام 1958 (باسم مصنع الدولة تشنغدو لصناعة الطائرات) في تشنغدو، محافظة سيتشوان في الصين، لتكون مورد طائرات للجيش الصيني.

## منتجات

### طائرات
- تشنغدو جيه-5 (JianJiao-5) طائرة تدريب أساسي، نموذج التصدير المسمى (FT-5)
- تشنغدو جيه-7 - اعتراضية خفيفة الوزن. تصدير النماذج المعينة F-7
  - Project Sabre II
- جيه إف-17 ثاندر - مقاتلة متعددة المهام، خفيفة الوزن.
- تشنغدو جيه-9 - مشروع مقاتلة اعتراضية ألغي في السبعينيات.
- تشنغدو جيه-10 - مقاتلة من الجيل الرابع متعددة المهام.
- تشنغدو جيه-20 - مقاتلة شبح من الجيل الخامس.
- J-XX - طائرة مقاتلة.

### قطع غيار الطائرات
- كوماك إيه آر جيه 21 قسم الأنف.
- ماكدونل دوغلاس إم دي-80 المرخصة للصين.
- مورد أجزاء لشركة نورثروب غرومان.
- مجموعة الذيل (موازن الأفقي، الزعنفة الرأسية والذيل) لطائرة بوينغ 757.
- أجزاء وأدوات الصيانة ل إيرباص

### محركات
- نسخة مرخصة من محرك RD-500K النفاث
- WP6 نفاث - النسخة الصينية من محرك تومانسكي أر.دي-9
- LM WP13 نفاث - النسخة الصينية من Tumansky R-13
- مكونات دعم مستخدمين محرك برات آند ويتني جيه تي 8 دي المروحي

### طائرات بدون طيار
- تشنغدو وينق لونق
- Chengdu Xianglong

## وصلات خارجية
- الموقع الرسمي